# Associazione Calcio Spezia 1986-1987
Questa voce raccoglie le informazioni riguardanti l'Associazione Calcio Spezia nelle competizioni ufficiali della stagione 1986-1987.

## Stagione
Nella stagione 1986-1987 lo Spezia si è finalmente trovato a disputare la Serie C1, con l'obiettivo di mantenere la categoria. Al vertice societario Domenico Mastropasqua è il nuovo presidente, che chiama sulla panchina Gian Piero Ventura. La stagione parte bene con l'acuto della vittoria di Carrara (2-4) con una tripletta di Telesio, alla quinta giornata, che però rimane l'unico successo dello Spezia fin quasi a Natale, ad ormai un terzo di campionato disputato. Con 12 punti lo Spezia chiude il girone all'ultimo posto con Legnano e Rondinella. Quando il presidente decide di ritornare all'antico, richiamando il tecnico spezzino che non aveva confermato ad inizio stagione Sergio Carpanesi, il quale trasforma la squadra bianconera, raccogliendo sette vittorie e nove pareggi, conducendola verso una meritata salvezza, raggiunta con 34 punti. Nel girone di ritorno lo Spezia ha ottenuto 19 punti. Miglior marcatore stagionale degli aquilotti con 10 reti il centrocampista Sergio Ferretti, ben spalleggiato dal centravanti Andrea Telesio con 8 centri. Sono salite in Serie B il Piacenza ed il Padova. Sono retrocesse il Mantova, la Carrarese, la Rondinella ed il Legnano.
Nella Coppa Italia di Serie C lo Spezia ha disputato, prima del campionato, il girone I di qualificazione, vincendolo per differenza reti sulla Carrarese, ma dieci delle dodici partite del girone sono state sanzionate, con la sconfitta a tavolino per entrambe le contendenti, su delibera della Commissione Disciplinare. Poi a gennaio nei sedicesimi di finale lo Spezia è stato superato, nel doppio confronto, con il Livorno.

## Rosa
| N. |                   | Ruolo | Calciatore          |
| -- | ----------------- | ----- | ------------------- |
|    | Italia (bandiera) | A     | Tiziano Ascagni     |
|    | Italia (bandiera) | D     | Massimo Bertacchini |
|    | Italia (bandiera) | D     | Alberto Boggio      |
|    | Italia (bandiera) | C     | Sergio Borgo        |
|    | Italia (bandiera) | D     | Mirco Brilli        |
|    | Italia (bandiera) | P     | Riccardo Budoni     |
|    | Italia (bandiera) | D     | Daniele Carnasciali |
|    | Italia (bandiera) | A     | Stefano Carnesecca  |
|    | Italia (bandiera) | D     | Stefano Di Fraia    |
|    | Italia (bandiera) | C     | Sergio Ferretti     |

| N. |                   | Ruolo | Calciatore          |
| -- | ----------------- | ----- | ------------------- |
|    | Italia (bandiera) | D     | Marco Guerra        |
|    | Italia (bandiera) | D     | Franco Merendi      |
|    | Italia (bandiera) | A     | Giulio Palazzese    |
|    | Italia (bandiera) | C     | Giuseppe Pillon     |
|    | Italia (bandiera) | C     | Marco Puppi         |
|    | Italia (bandiera) | P     | Filippo De Lorenzo  |
|    | Italia (bandiera) | C     | Luciano Spalletti   |
|    | Italia (bandiera) | C     | Andrea Stabile      |
|    | Italia (bandiera) | A     | Andrea Telesio      |
|    | Italia (bandiera) | A     | Francesco Zappasodi |

## Risultati

### Serie C1

#### Girone di andata
| Arbitro: | Frattin (Castelfranco Veneto) |

|                 |           |               |
| Cornacchini 13’ | Marcatori | 82’ Spalletti |

| La Spezia 28 settembre 1986 2ª giornata | Spezia              | 0 – 0 | Prato | Stadio Alberto Picco\| Arbitro: \| Satariano (Palermo) \| |
| Arbitro:                                | Satariano (Palermo) |       |       |                                                           |

| Arbitro: | Stafoggia (Pesaro) |

|                                                 |           |  |
| Brilli 7’ (aut.) Madonna 72’ (rig.) Serioli 86’ | Marcatori |  |

| Arbitro: | Ceccarini (Livorno) |

|  |           |               |
|  | Marcatori | 72’ F. Fabbri |

| Arbitro: | Calabretta (Catanzaro) |

|                      |           |                                   |
| Giua 13’, 68’ (rig.) | Marcatori | 28’, 39’, 72’ Telesio 73’ Ascagni |

| La Spezia 26 ottobre 1986 6ª giornata | Spezia          | 0 – 0 | Centese | Stadio Alberto Picco\| Arbitro: \| Boggi (Salerno) \| |
| Arbitro:                              | Boggi (Salerno) |       |         |                                                       |

| Arbitro: | Cucchiara (Bari) |

|               |           |             |
| Rovellini 64’ | Marcatori | 15’ Telesio |

| Arbitro: | Telegrafo (Taranto) |

|                      |           |                         |
| S. Ferretti 72’, 83’ | Marcatori | 25’ Adami 28’ L. Giorgi |

| Arbitro: | Piana (Modena) |

|                      |           |  |
| Avanzi 14’ Mutti 16’ | Marcatori |  |

| La Spezia 23 novembre 1986 10ª giornata | Spezia                         | 0 – 0 | Lucchese | Stadio Alberto Picco\| Arbitro: \| Benazzoli (Bassano del Grappa) \| |
| Arbitro:                                | Benazzoli (Bassano del Grappa) |       |          |                                                                      |

| Arbitro: | Iori (Parma) |

|                                |           |  |
| Lazzerini 82’ Bardi 84’ (rig.) | Marcatori |  |

| Arbitro: | Gargiulo (Napoli) |

|  |           |                   |
|  | Marcatori | 30’ (aut.) Budoni |

| Ancona 14 dicembre 1986 13ª giornata | Ancona           | 0 – 0 | Spezia | Stadio Dorico\| Arbitro: \| Fiorenza (Siena) \| |
| Arbitro:                             | Fiorenza (Siena) |       |        |                                                 |

| Arbitro: | Beschin (Legnago) |

|                             |           |                |
| S. Ferretti 49’, 57’ (rig.) | Marcatori | 42’ Fermanelli |

| Arbitro: | Calabretta (Catanzaro) |

|               |           |  |
| De Vecchi 29’ | Marcatori |  |

| La Spezia 11 gennaio 1987 16ª giornata | Spezia             | 0 – 0 | Monza | Stadio Alberto Picco\| Arbitro: \| Tedeschi (Bologna) \| |
| Arbitro:                               | Tedeschi (Bologna) |       |       |                                                          |

| Arbitro: | Boemo (Cividale del Friuli) |

|                            |           |             |
| Gregoric 60’ Tintisona 73’ | Marcatori | 64’ Ascagni |

#### Girone di ritorno
| Arbitro: | Ingargiola (Marsala) |

|                 |           |  |
| S. Ferretti 26’ | Marcatori |  |

| Prato 1º febbraio 1987 19ª giornata | Prato                         | 2 – 0 | Spezia | Stadio Lungobisenzio\| Arbitro: \| Frattin (Castelfranco Veneto) \| |
| Arbitro:                            | Frattin (Castelfranco Veneto) |       |        |                                                                     |

| Arbitro: | Arcovito (Messina) |

|             |           |  |
| Telesio 27’ | Marcatori |  |

| Arbitro: | Mazzalupi (Roma) |

|                       |           |  |
| Valigi 32’ Cupini 79’ | Marcatori |  |

| Arbitro: | Beschin (Legnago) |

|                               |           |  |
| S. Ferretti 40’ Spalletti 75’ | Marcatori |  |

| Arbitro: | Calabretta (Catanzaro) |

|                |           |             |
| Pizzi 59’, 87’ | Marcatori | 55’ Telesio |

| Arbitro: | Telegrafo (Taranto) |

|                                  |           |                      |
| S. Ferretti 14’ (rig.) Puppi 63’ | Marcatori | 77’ (rig.) Rovellini |

| Arbitro: | Bettini (Forlì) |

|                                    |           |                  |
| Crotti 8’ Palese 20’ Cambiaghi 53’ | Marcatori | 75’, 88’ Telesio |

| Arbitro: | Fiorenza (Siena) |

|                                    |           |                         |
| Ascagni 47’ S. Ferretti 90’ (rig.) | Marcatori | 71’ Bifi 85’ Castellone |

| Arbitro: | Guidi (Bologna) |

|  |           |            |
|  | Marcatori | 20’ Boggio |

| La Spezia 18 aprile 1987 28ª giornata | Spezia              | 0 – 0 | Rondinella | Stadio Alberto Picco\| Arbitro: \| Manfredini (Modena) \| |
| Arbitro:                              | Manfredini (Modena) |       |            |                                                           |

| Rimini 26 aprile 1987 29ª giornata | Rimini        | 0 – 0 | Spezia | Stadio Romeo Neri\| Arbitro: \| Leita (Udine) \| |
| Arbitro:                           | Leita (Udine) |       |        |                                                  |

| Arbitro: | Arcovito (Messina) |

|                 |           |              |
| S. Ferretti 17’ | Marcatori | 83’ Galluzzo |

| Arbitro: | Guida (Palermo) |

|               |           |               |
| Fermanelli 2’ | Marcatori | 61’ M. Guerra |

| Arbitro: | Beschin (Legnago) |

|                 |           |  |
| S. Ferretti 15’ | Marcatori |  |

| Monza 31 maggio 1987 33ª giornata | Monza                  | 0 – 0 | Spezia | Stadio Gino Alfonso Sada\| Arbitro: \| Calabretta (Catanzaro) \| |
| Arbitro:                          | Calabretta (Catanzaro) |       |        |                                                                  |

| Arbitro: | Boggi (Salerno) |

|            |           |               |
| Brilli 79’ | Marcatori | 41’ A. Guerra |

### Coppa Italia

#### Girone I
| Arbitro: | Mazzetti (Firenze) |

|  |           |               |
|  | Marcatori | 86’ Antonucci |

| Arbitro: | Bellotti |

|          |           |               |
| Giua 25’ | Marcatori | 60’ Spalletti |

| Arbitro: | Sileo (Bergamo) |

|              |           |                                      |
| Pisasale 33’ | Marcatori | 39’, 66’ (rig.) Ferretti 74’ Telesio |

| Arbitro: | Forte (Aosta) |

|               |           |  |
| Antonucci 81’ | Marcatori |  |

| Arbitro: | Grechi (Milano) |

|                        |           |  |
| S. Ferretti 66’ (rig.) | Marcatori |  |

| Arbitro: | Trentalange (Torino) |

|                           |           |  |
| Spalletti 40’ Telesio 60’ | Marcatori |  |

#### Sedicesimi di finale
| Arbitro: | Trentalange (Torino) |

|               |           |                    |
| Zappasodi 77’ | Marcatori | 44’ (aut.) Merendi |

| Arbitro: | Boggi (Salerno) |

|                           |           |              |
| Protti 79’ Brandolini 87’ | Marcatori | 5’ Zappasodi |